# Haus Markt 13 (Steinfurt)

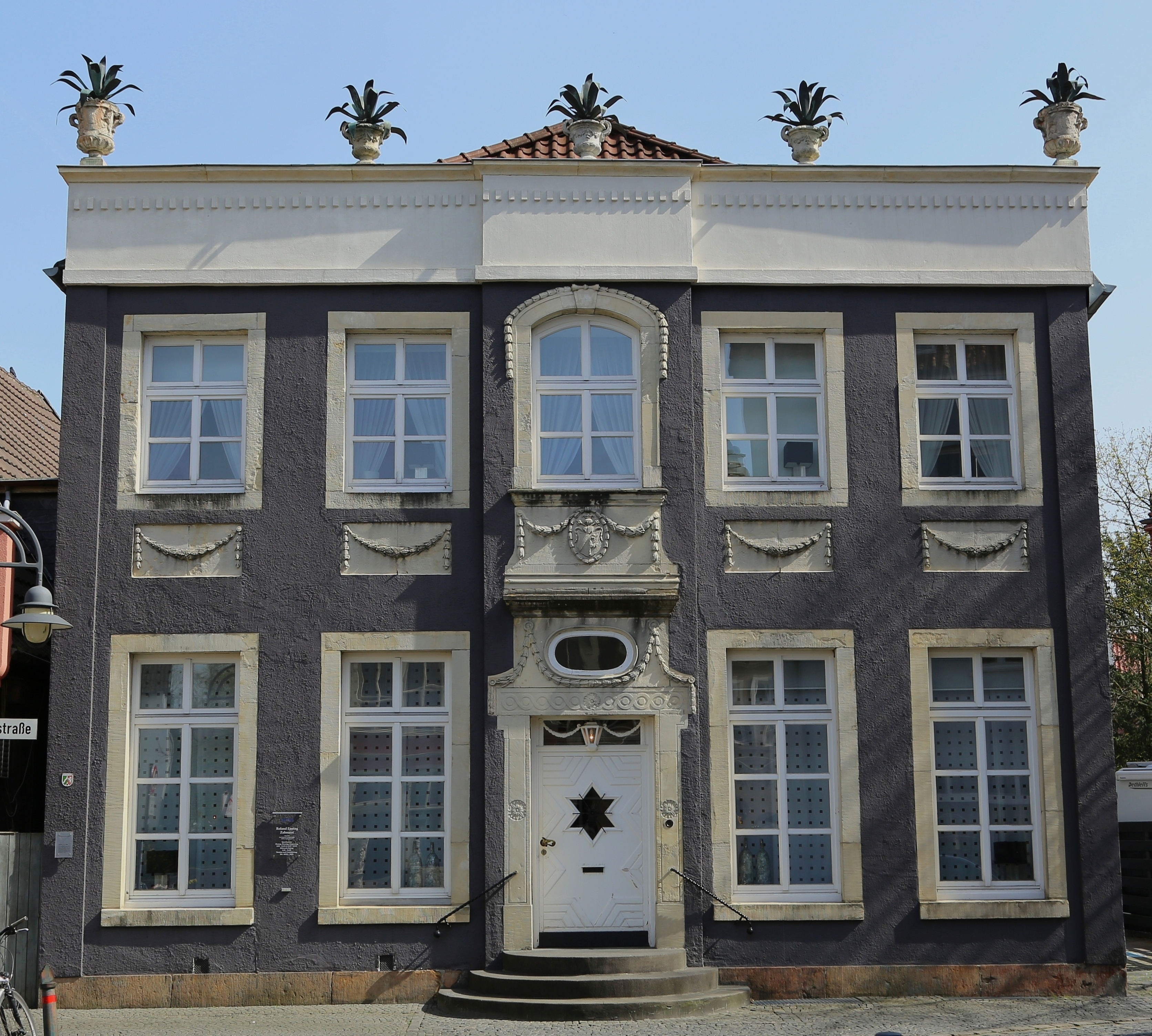
Das Haus Pieter van der Swaagh (2014)

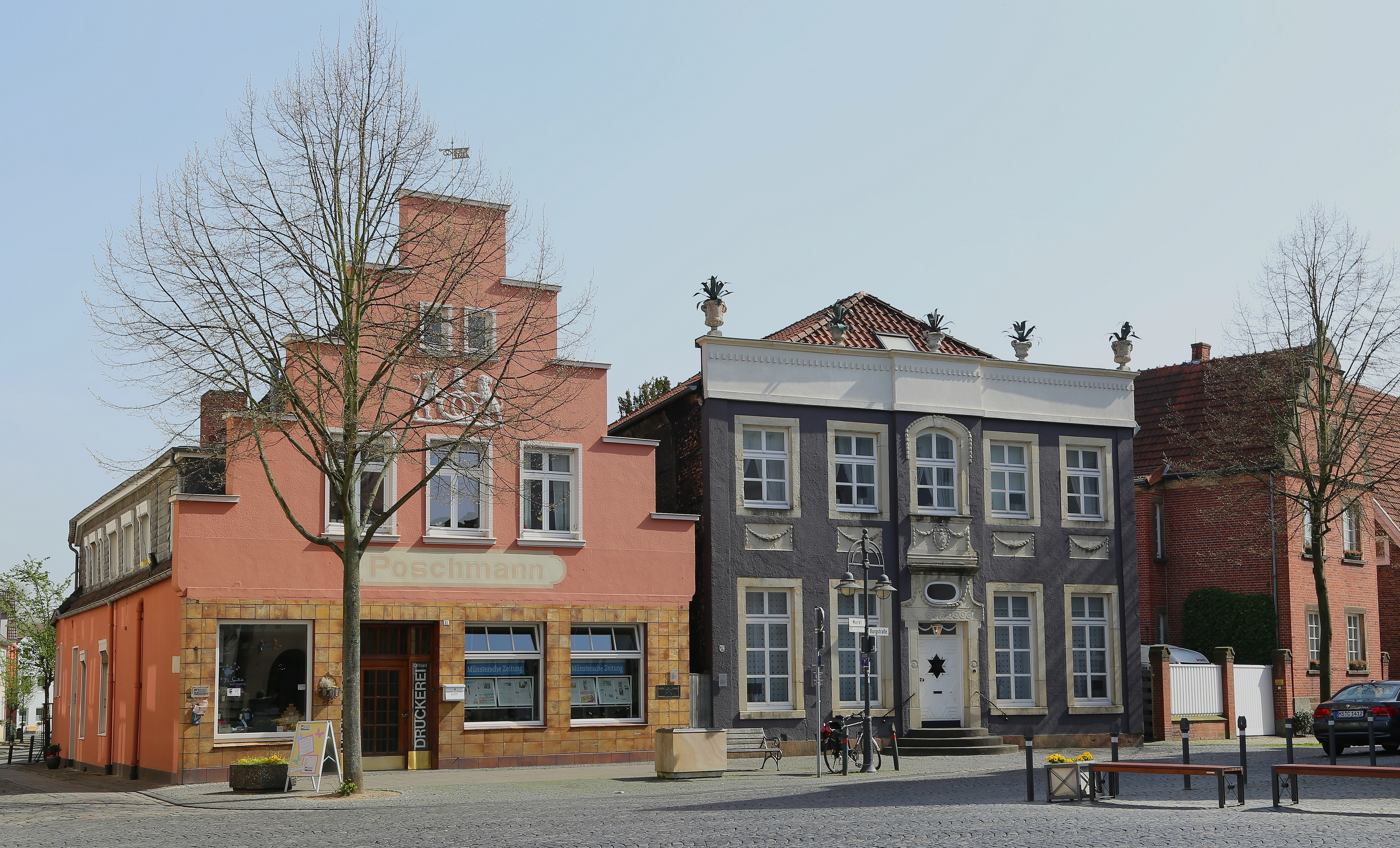
Lage des Hauses am Markt in Burgsteinfurt

Markt 13 ist die Adresse eines bedeutenden Biedermeierhauses in der Stadt Steinfurt.
Das Haus Markt 13, das so genannte Haus Pieter van der Swaagh, ist ein Fachwerkhaus mit Sandsteinfassade. Als der Stadtrichter Friedrich Adolf Houth im Jahr 1784 einen Neubau an der Stelle eines alten Gasthofes plante, musste er die Gestaltungsvorgaben des Grafen beachten. Die klassizistische Fassade im schlichten Schwarz-Weiß geht auf den damaligen Zeitgeschmack bei Hofe zurück. Houth überließ das Haus dem letzten großen Juraprofessor der Hohen Schule, Adolf von der Marck. Seinen Namen verdankt das Haus dem gräflichen Rentmeister Peter van der Swaagh, dessen Wappen sich noch über der Haustür befindet. Der Rentmeister war wegen politischer Verfolgung aus Holland geflohen und fand Asyl in Steinfurt. Er bewohnte das Haus von 1795 bis 1812. 
Wie kurzlebig seinerzeit die modischen Baustile waren, zeigen die sonderbar anmutenden fünf Blumentöpfe mit den Agaven auf der Giebel-Balustrade. Diese Töpfe mit den Bronzeblättern hatten ursprünglich den Sims der Konzertgalerie im Steinfurter Bagno geziert. Nach nur zehn Jahren passten sie dort nicht mehr zum veränderten Zeitgeschmack und dienten dem städtischen Bauherrn fortan als verblüffender Gag.